# Bahnstrecke Göttingen–Bodenfelde
| Streckenverlauf |                                                                |                                          |                                          |
| Streckennummer: | 1801                                                           |                                          |                                          |
| Kursbuchstrecke (DB): | 356 Süd, bis 1992: 245, bis 1986: 246, bis 1970: 202d, ex 200c |                                          |                                          |
| Kursbuchstrecke: | 179b (1934) 202b (1946)                                        |                                          |                                          |
| Streckenlänge: | 36,780 km                                                      |                                          |                                          |
| Spurweite: | 1435 mm (Normalspur)                                           |                                          |                                          |
| Maximale Neigung: | 9,2 ‰                                                          |                                          |                                          |
| Minimaler Radius: | 500 m                                                          |                                          |                                          |
| Streckengeschwindigkeit: | 80 km/h                                                        |                                          |                                          |
| |                                                                |                                          |                                          |
| \| \| \| von Bebra und ehem. von Kassel \| \| \| \| 0,0 \| Göttingen ⊙ \| Göttingen ⊙ \| \| \| \| bis ca. 1986 \| \| \| \| \| Lutter \| \| \| \| \| Bundesstraße 27 / ehemalige A388 \| \| \| \| 3,3 \| Weende ⊙ bis 1976 \| Weende ⊙ bis 1976 \| \| \| 3,3 \| nach Hannover, Abzweig seit ca. 1990 \| nach Hannover, Abzweig seit ca. 1990 \| \| \| \| SFS Hannover–Würzburg und Bundesstraße 3 \| \| \| \| \| \| \| \| \| \| Leine \| \| \| \| \| Autobahn 7 (Hannover–Kassel) \| \| \| \| 8,0 \| Lenglern ⊙ 1988–2005 stillgelegt \| Lenglern ⊙ 1988–2005 stillgelegt \| \| \| \| Harste \| \| \| \| 11,2 \| Emmenhausen ⊙ bis 1988 \| Emmenhausen ⊙ bis 1988 \| \| \| 14,2 \| Lödingsen ⊙ \| Lödingsen ⊙ \| \| \| 17,8 \| Adelebsen ⊙ \| Adelebsen ⊙ \| \| \| 20,7 \| Eberhausen 1929–1973 \| Eberhausen 1929–1973 \| \| \| \| Auschnippe \| \| \| \| \| Hessenbach \| \| \| \| 24,7 \| Offensen (Kr North) ⊙ \| Offensen (Kr North) ⊙ \| \| \| 28,2 \| Verliehausen ⊙ bis 1988 \| Verliehausen ⊙ bis 1988 \| \| \| \| Schwülme \| \| \| \| \| Ahle \| \| \| \| \| Landesgrenze Niedersachsen / Hessen \| \| \| \| \| parallel zur Sollingbahn \| \| \| \| 32,1 \| Vernawahlshausen ⊙ (ehem. Bahnhof) \| Vernawahlshausen ⊙ (ehem. Bahnhof) \| \| \| \| Schwülme (je 2×) \| \| \| \| \| Landesgrenze Hessen / Niedersachsen (3×) \| \| \| \| \| von Northeim \| \| \| \| 36,5 \| Bodenfelde ⊙ \| Bodenfelde ⊙ \| \| \| \| nach Ottbergen \| \| |                                                                |                                          |                                          |
| Strecke |                                                                | von Bebra und ehem. von Kassel           | von Bebra und ehem. von Kassel           |
| Bahnhof | 0,0                                                            | Göttingen ⊙                              | Göttingen ⊙                              |
| Abzweig geradeaus und ehemals nach links · Strecke von rechts (außer Betrieb) |                                                                | bis ca. 1986                             | bis ca. 1986                             |
| Brücke über Wasserlauf · Brücke über Wasserlauf (Strecke außer Betrieb) |                                                                | Lutter                                   | Lutter                                   |
| Strecke mit Straßenbrücke · Strecke mit Straßenbrücke (Strecke außer Betrieb) |                                                                | Bundesstraße 27 / ehemalige A388         | Bundesstraße 27 / ehemalige A388         |
| Strecke · Haltepunkt / Haltestelle (Strecke außer Betrieb) | 3,3                                                            | Weende ⊙ bis 1976                        | Weende ⊙ bis 1976                        |
| Abzweig geradeaus und nach rechts · Strecke (außer Betrieb) | 3,3                                                            | nach Hannover, Abzweig seit ca. 1990     | nach Hannover, Abzweig seit ca. 1990     |
| Kreuzung geradeaus oben · Kreuzung (Strecke geradeaus außer Betrieb) |                                                                | SFS Hannover–Würzburg und Bundesstraße 3 | SFS Hannover–Würzburg und Bundesstraße 3 |
| Strecke nach links · Abzweig ehemals geradeaus und von rechts |                                                                |                                          |                                          |
| Brücke über Wasserlauf |                                                                | Leine                                    | Leine                                    |
| Strecke mit Straßenbrücke |                                                                | Autobahn 7 (Hannover–Kassel)             | Autobahn 7 (Hannover–Kassel)             |
| Haltepunkt / Haltestelle | 8,0                                                            | Lenglern ⊙ 1988–2005 stillgelegt         | Lenglern ⊙ 1988–2005 stillgelegt         |
| Brücke über Wasserlauf |                                                                | Harste                                   | Harste                                   |
| ehemaliger Haltepunkt / Haltestelle | 11,2                                                           | Emmenhausen ⊙ bis 1988                   | Emmenhausen ⊙ bis 1988                   |
| Haltepunkt / Haltestelle | 14,2                                                           | Lödingsen ⊙                              | Lödingsen ⊙                              |
| Bahnhof | 17,8                                                           | Adelebsen ⊙                              | Adelebsen ⊙                              |
| ehemaliger Haltepunkt / Haltestelle | 20,7                                                           | Eberhausen 1929–1973                     | Eberhausen 1929–1973                     |
| Brücke über Wasserlauf |                                                                | Auschnippe                               | Auschnippe                               |
| Brücke über Wasserlauf |                                                                | Hessenbach                               | Hessenbach                               |
| Haltepunkt / Haltestelle | 24,7                                                           | Offensen (Kr North) ⊙                    | Offensen (Kr North) ⊙                    |
| ehemaliger Bahnhof | 28,2                                                           | Verliehausen ⊙ bis 1988                  | Verliehausen ⊙ bis 1988                  |
| Brücke über Wasserlauf |                                                                | Schwülme                                 | Schwülme                                 |
| Brücke über Wasserlauf |                                                                | Ahle                                     | Ahle                                     |
| Grenze |                                                                | Landesgrenze Niedersachsen / Hessen      | Landesgrenze Niedersachsen / Hessen      |
| Strecke von rechts · Strecke |                                                                | parallel zur Sollingbahn                 | parallel zur Sollingbahn                 |
| ehemaliger Bahnhof · Haltepunkt / Haltestelle | 32,1                                                           | Vernawahlshausen ⊙ (ehem. Bahnhof)       | Vernawahlshausen ⊙ (ehem. Bahnhof)       |
| Brücke über Wasserlauf · Brücke über Wasserlauf |                                                                | Schwülme (je 2×)                         | Schwülme (je 2×)                         |
| Grenze · Grenze |                                                                | Landesgrenze Hessen / Niedersachsen (3×) | Landesgrenze Hessen / Niedersachsen (3×) |
| Verschwenkung nach links · Verschwenkung nach rechts |                                                                | von Northeim                             | von Northeim                             |
| Bahnhof | 36,5                                                           | Bodenfelde ⊙                             | Bodenfelde ⊙                             |
| Strecke |                                                                | nach Ottbergen                           | nach Ottbergen                           |

Die Bahnstrecke Göttingen–Bodenfelde, in Göttingen auch Bodenfelder Bahn genannt, ist eine Eisenbahnstrecke in Normalspur in Südniedersachsen. Die eingleisige, nicht elektrifizierte Nebenbahn verläuft von Göttingen nach Bodenfelde durch das Weserbergland. Sie dient überwiegend der Erschließung der Region, aber auch dem Durchgangsverkehr. Über diese Strecke verkehrte früher beispielsweise die Verbindung Düsseldorf–Göttingen.
In Adelebsen besteht Güterverkehr durch einen Basalt-Steinbruch, zudem hat das Container-Terminal ACT zwei Ladestraßen mit Gleiszugang.

## Streckenverlauf
Die Strecke verläuft etwa von Südost nach Nordwest, bedeutende Zwischenstationen sind Lenglern und Adelebsen.
Sie zweigt heute etwa 3 Kilometer nördlich des Bahnhofs Göttingen am ehemaligen Haltepunkt Weende von der Hannöverschen Südbahn (Teil der alten Nord-Süd-Strecke) ab, bis zum Bau der Schnellfahrstrecke Hannover–Würzburg hatte sie ein eigenes Gleis bis in den Personenbahnhof. Hintereinander überquert sie die Schnellfahrstrecke, die Bundesstraße 3 und die Leine. Am Westrand des Leinegrabens unterquert sie die Bundesautobahn 7 und steigt bis kurz vor Lödingsen an. Zwischen Emmenhausen und Offensen verläuft sie im Naturpark Münden. Von Lödingsen bis Bodenfelde folgt die Strecke dem Flüsschen Schwülme auf die Weser zu. Dieser Abschnitt wird gelegentlich auch als „Schwülmetalbahn“ bezeichnet. Der Haltepunkt Vernawahlshausen liegt im Bundesland Hessen. Ab dort läuft sie parallel zur Sollingbahn, in die sie im Bahnhof Bodenfelde einmündet.

## Geschichte

### Vorgeschichte und Bau
Bereits bei der Planung der Bahnstrecke Hannover–Hann. Münden–Kassel (hier eröffnet 1854–1856) waren Varianten westlich von Göttingen in der Diskussion. Mitte der 1860er Jahre wurde eine Verbindung zwischen Göttingen und der Carlsbahn bei Bad Karlshafen über Adelebsen diskutiert. Gerade in Adelebsen mit seinen schon damals wichtigen Steinbrüchen wurde dies vehement gefordert. Diese Bahn wäre auch für den Fernverkehr interessant gewesen, da die Bahnstrecke Halle–Hann. Münden zwar 1867 von Arenshausen nach Göttingen angebunden wurde (Eichenberger Kurve), die Verlängerung nach Kassel aber umstritten war. Jedoch kam die Verbindung Arenshausen–Münden (–Kassel) 1872 doch noch zustande, 1878 wurde weiter nördlich die Sollingbahn über Uslar und Hardegsen eröffnet. Damit umfuhr der Ost-West-Verkehr Göttingen und Adelebsen, eine weitere Fernbahn war nicht zu erwarten. Es folgten drei Jahrzehnte Forderungen und Diskussionen. Unter anderem wurde ab 1897 die Westverlängerung der schmalspurigen Gartetalbahn (Duderstadt–Göttingen) über Adelebsen und Uslar nach Schönhagen (Han) (der letzte Abschnitt hätte der späteren Bahnstrecke Uslar–Schönhagen entsprochen) geplant.
Ab etwa 1901 interessierte sich auch die Preußische Staatsbahn wieder für diese Region. Am 25. Juni 1904 beschloss der preußische Landtag ein Paket von mehreren Neben- und Kleinbahnen, darunter auch eine von Göttingen nach Bodenfelde. Ab 1906 wurde die Trasse vermessen, im Frühjahr 1908 begann der Bau. Er wurde kurzzeitig durch ein Hochwasser der Leine gestört, das Gelände war jedoch unproblematisch. So wurde die Nebenbahn mit einer maximalen Neigung von 1:109 flacher als die benachbarten Hauptstrecken Sollingbahn oder Dransfelder Rampe. Die Bahnstrecke Göttingen–Bodenfelde wurde am 15. August 1910 eröffnet.

### Bis 1945
Die Nebenbahn wurde in den 1920er Jahren eine der rentabelsten im Reich. In Adelebsen wurden täglich 2000 t Basalt aus drei Steinbrüchen verladen. Zudem entwickelte sich der Durchgangsverkehr. 1926 bis 1928 wurden die Bahnhöfe in Lenglern, Adelebsen und Verliehausen ausgebaut.
Von 1934 bis 1945 war die Luftmunitionsanstalt Lenglern an die Strecke angeschlossen. Bei Kämpfen im April 1945 wurde auch diese Bahnstrecke, unter anderem beim Beschuss eines Geschützzuges, beschädigt. Angeblich entstand ein Schaden in Emmenhausen erst, als die US-Truppen die Kämpfe für Filmaufnahmen nachstellten und dabei einen Güterwagen mit Munition entzündeten. Die Bahn stand Mitte Juni wieder zur Verfügung.

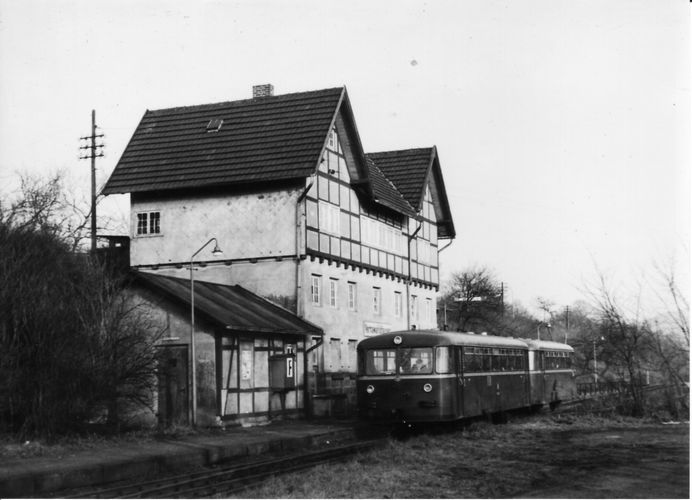
Ein Schienenbus um 1970 auf der Göttinger Seite des Bahnhofs Vernawahlshausen. Dahinter (höher) die Sollingbahn

### 1950er bis 1980er Jahre

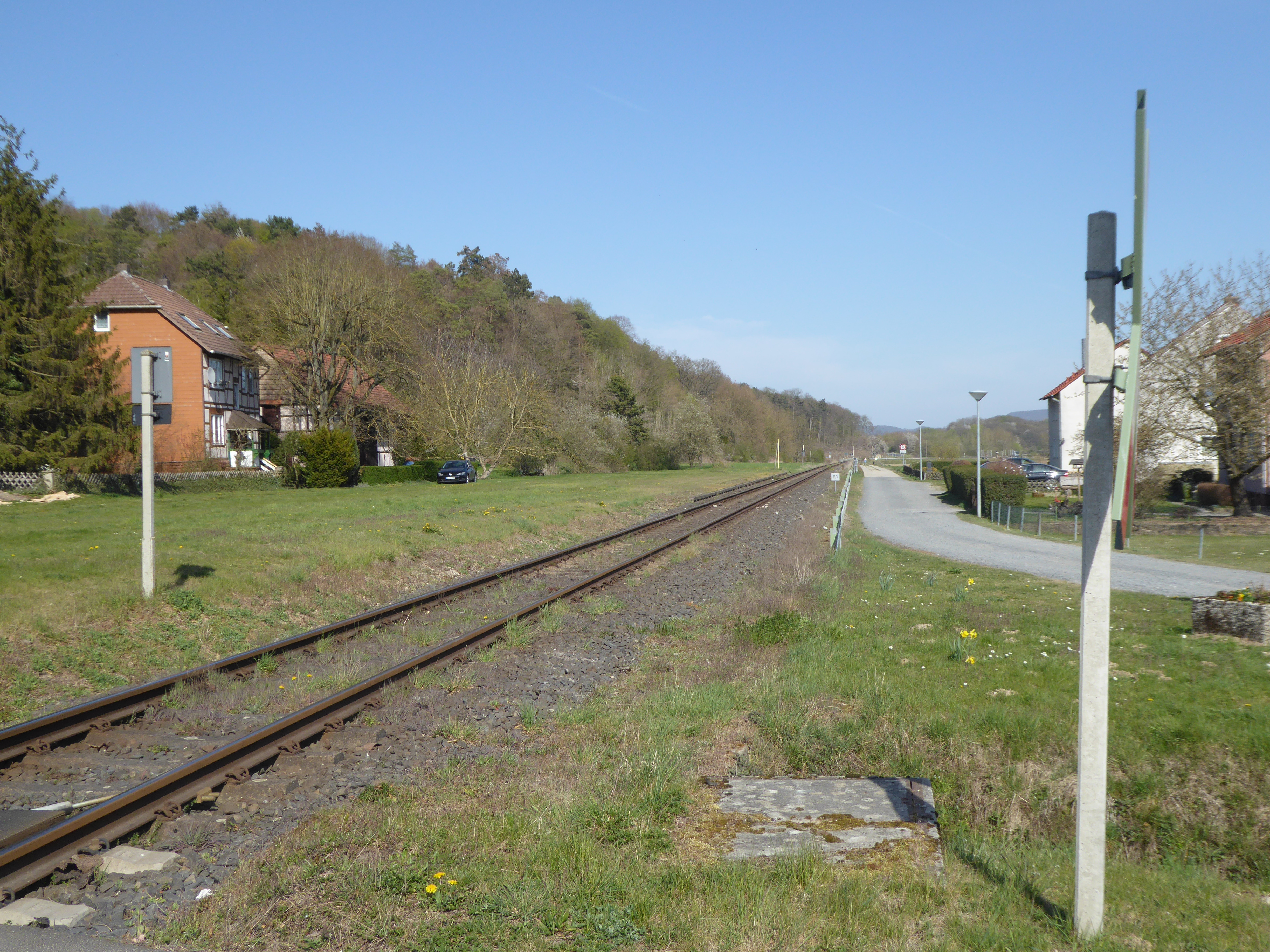
Ehemaliger Haltepunkt in Emmenhausen (Bovenden), Zustand 32 Jahre nach der Schließung

In den 1950er und frühen 1960er Jahren stieg der Verkehr noch einmal an, erreichte aber nicht den Umfang der Vorkriegszeit. Der Basaltabbau um Adelebsen herum ging zurück, heute ist nur noch ein Tagebau in Betrieb. Dafür siedelte sich ein Sägewerk an. Seit Mitte der 1960er Jahre ging auch der Personenverkehr zurück. 1973 wurde der Haltepunkt Eberhausen geschlossen, 1976 Weende, 1988 wurden Lenglern, Emmenhausen und Verliehausen aufgegeben. Seit 1976 halten nur noch die Züge der Göttinger Strecke in Vernawahlshausen (siehe Bild), diejenigen der Sollingbahn fahren seitdem im ehemaligen Umsteigebahnhof durch, das Bahnhofsgebäude wurde im gleichen Jahr abgerissen. Die Bundesbahn schwankte mehrfach zwischen mittelfristiger Stilllegung und Ausbau für den Fernverkehr Ruhrgebiet–Göttingen. Bis heute wurde weder das eine noch das andere umgesetzt.
Bis zur Eröffnung des neuen Eggetunnels zwischen Kassel und Paderborn wurden mehrfach Züge Kassel–Ruhrgebiet über Adelebsen umgeleitet, wenn die direkte Strecke durch das Eggegebirge durch Hangrutsche blockiert war, so im Jahr 1988.

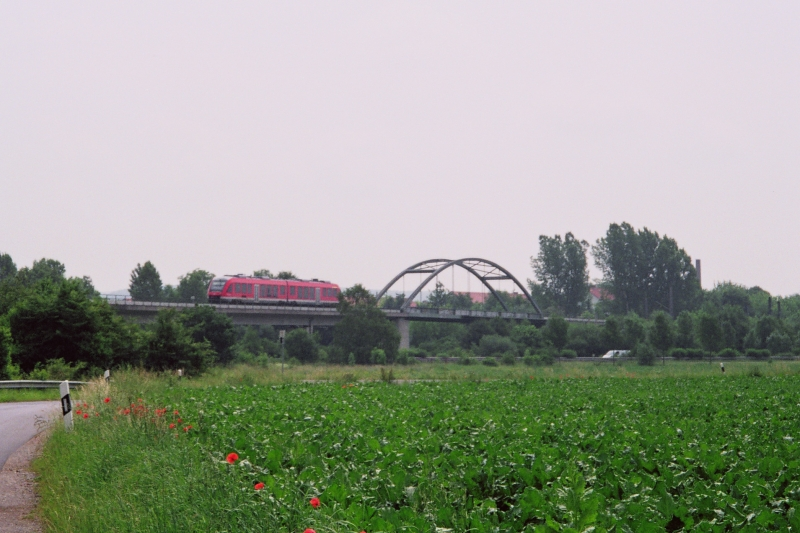
Beim Bau der Schnellfahrstrecke Hannover–Würzburg wurde eine lange Brücke für die Bahnstrecke nach Bodenfelde geschaffen, die auch die spätere Bundesstraße 3 überquert.

Zum Bau der Schnellfahrstrecke Hannover–Würzburg wurde die bisherige Einführung in den Bahnhof Göttingen abgebaut. Der Verkehr der Nebenbahn wurde zuerst ab Weende provisorisch über die Neubaustrecke umgeleitet, bis im Bereich des ehemaligen Bahndammes eine Brücke über die Trasse der Schnellfahrstrecke und der erst ein Jahrzehnt später gebauten B 3 entstand und die Züge im Bereich des ehemaligen Haltepunktes Weende in die Nord-Süd-Strecke eingefädelt wurden. Damit waren die Bodenfelder Züge die ersten, die in Göttingen die Neubaustrecke befuhren.

### Heute
Im Dezember 2005 wurde nach andauerndem Druck auf die Bahn und die Landesnahverkehrsgesellschaft Niedersachsen der 1988 geschlossene Haltepunkt in Lenglern wieder eröffnet. Die Strecke, die noch mit mechanischen Stellwerken in Adelebsen und Bodenfelde arbeitete, wird seit Oktober 2008 durch ein elektronisches Stellwerk in Göttingen gesteuert. Die Streckenhöchstgeschwindigkeit bleibt entgegen ursprünglichen Ankündigungen vorerst auf dem größten Teil der Strecke bei 60 km/h. Während zwei Bahnübergänge in Erbsen und Lödingsen im Oktober/November 2013 durch Halbschranken technisch gesichert wurden, ist die technische Sicherung einiger anderer Bahnübergänge noch ungeklärt. Mehrere fehlende technische Sicherungen führen zu Langsamfahrstellen. Seit Ende 2009 kann der Abschnitt zwischen Offensen (Kilometer 25,6) und Bodenfelde mit 80 km/h befahren werden. Der Zugang zum Zug in Lenglern ist nicht barrierefrei; er erfolgt über eine Treppe. Das Umsteigen in Bodenfelde kann nur über Treppen erfolgen. In allen Haltepunkten fehlen Ortspläne und Hinweise zum Ort, zu Bussen oder Taxen für die Weiterfahrt.
Im Sommer 2017 ist der Bahnhof Adelebsen barrierefrei umgebaut worden. Der Bahnhof Adelebsen stellt die einzige Kreuzungsmöglichkeit auf der eingleisigen Strecke dar. Durch die geringe Distanz zum nächsten Kreuzungspunkt Bodenfelde kommt es zu Standzeiten im Fahrplan zwischen Bodenfelde und Adelebsen.

## Bedienungsangebot

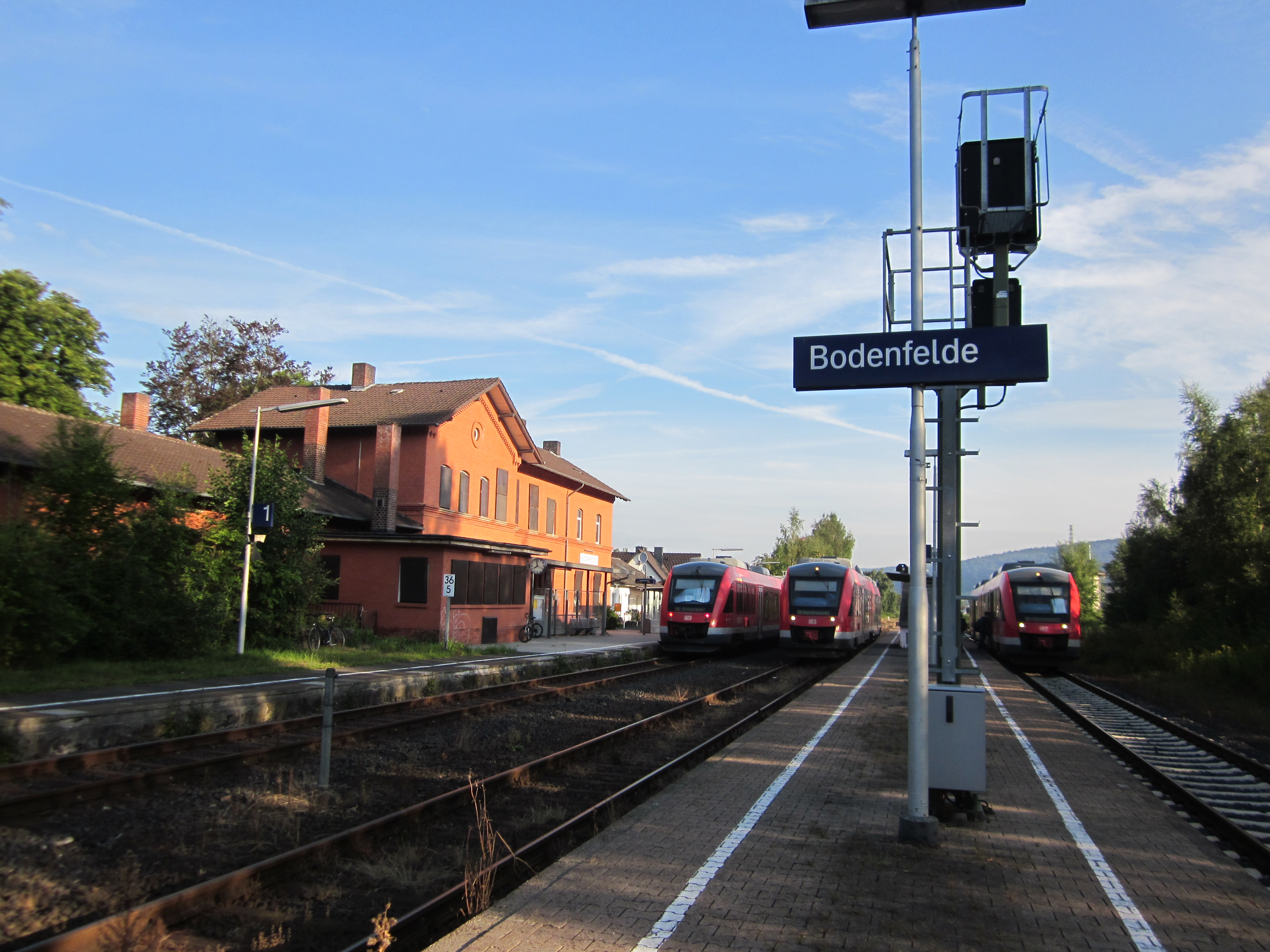
3 Lint der DB-Harz-Weser-Bahn begegnen sich im August 2013 in Bodenfelde. Sie fahren weiter nach Ottbergen, Nordhausen und Göttingen. Vier Monate später übernahm die Nordwestbahn, nur die Northeimer Strecke wird derzeit (2017) von der DB betrieben.

Seit dem 15. Dezember 2013 wird die Strecke durch die NordWestBahn betrieben. Diese führte werktags wieder einen Stundentakt ein und erweiterte damit das Bedienungsangebot gegenüber dem früheren Betreiber DB Regio, welcher seit Dezember 2007 nur noch einen Zwei-Stunden-Grundtakt durch eine Regionalbahn mit zusätzlichen Schülerzügen anbot. Aufgrund fehlender Kreuzungsmöglichkeiten (nur in Adelebsen möglich) verlängerte sich die Fahrzeit zwischen Bodenfelde und Göttingen mit Wiedereinführung des Stundentaktes um etwa sechs bis acht Minuten und betrug nun rund 50 Minuten. Ab 2015 wurde wieder auf den festen Stundentakt verzichtet, es wechseln sich Fahrten mit und ohne Standzeit in Bodenfelde ab. Inzwischen wird montags bis freitags wieder im Stundentakt gefahren. 
Die Züge fahren in Bodenfelde weiter über die Sollingbahn bis Ottbergen (auch als Oberweserbahn bezeichnet). Seit Dezember 2015 werden sie dort mit den Zügen Richtung Kreiensen geflügelt; zusammen fahren sie über die Streckenabschnitte Ottbergen–Langeland, Langeland–Altenbeken und Altenbeken–Paderborn weiter nach Paderborn Hauptbahnhof. In Ottbergen besteht eine Umsteigemöglichkeit in Richtung Höxter–Holzminden–Kreiensen. Die NordWestBahn fährt mit dreiteiligen Dieseltriebwagen vom Typ Bombardier Talent 1. Diese besitzen keinen Bereich für die 1. Klasse. DB Regio setzte bis zum 14. Dezember 2013 zweiteilige LINT-Triebwagen ein. Bis 2005 wurden meist die DB-Baureihen 614 und 628 eingesetzt.
1910 gab es fünf Personenzugpaare mit einer Reisezeit von 82 Minuten, 1937 zehn Zugpaare, seit den 1950er Jahren zwischen 13 und 16 Zugpaare, darunter auch mehrere langlaufende Eilzüge, die nur in Adelebsen hielten. Bis 1989 verkehrte ein Eilzugpaar Düsseldorf–Göttingen, das noch 1983 in einen zuschlagfreien Schnellzug aufgewertet wurde. Die Wagen wurden in den letzten Jahren in Bodenfelde als Kurswagen umgehängt.

## Planungen
Zum Fahrplanwechsel im Dezember 2025 soll eine größere Fahrplanänderung auf der Strecke umgesetzt werden. Einzelne Elemente sollen bereits zum Fahrplanwechsel im Dezember 2024 umgesetzt werden. So soll in Tagesrandlagen und zu Zeiten in denen im Zweistundentakt gefahren wird, auf die Standzeiten aufgrund der ungünstig liegenden Kreuzungsstelle Adelebsen verzichtet werden, um in Göttingen zusätzliche Anschlüsse erreichen zu können. Außerdem soll im Fahrplan eine Differenzierung zwischen Schul- und Ferienzeit eingeführt werden, um während der Ferien zur Mittagszeit durchgehende Fahrten zwischen Paderborn und Göttingen zu ermöglichen.
Die Landesnahverkehrsgesellschaft Niedersachsen plant eine Teilelektrifizierung der Strecke zum Einsatz von Batterie-/Oberleitungs-Triebzügen. Langfristig ist eine Erhöhung der Streckengeschwindigkeit und eine Reduzierung der Standzeit im Bahnhof Bodenfelde geplant. Die Einführung eines ganztägigen Stundentaktes soll geprüft werden.
Im Rahmen der Stationsoffensive der DB Station & Service wurden in Niedersachsen gemeinsam mit den Aufgabenträgern landesweit neue Zugangsstellen für den Schienenpersonennahverkehr untersucht. Dabei wurde auch eine Reaktivierung der Station Uslar-Verliehausen untersucht, die seit 1988 nicht mehr bedient wird. Die Reaktivierung erhielt dabei ein positives Ergebnis und soll mittel- bis langfristig angestrebt werden.

## Sonstiges
Seit dem 13. Oktober 2008 gibt es eine Versorgung mit GSM-R.
Im Bahnhof Adelebsen besteht eine Möglichkeit zur Zugkreuzung, alle anderen Stationen sind nur noch Haltepunkte.
Die Strecke zwischen Göttingen und Bodenfelde gehört zum Verkehrsverbund Süd-Niedersachsen (VSN); der Bahnhof in Vernawahlshausen ist dem Nordhessischen Verkehrsverbund (NVV) zugehörig. Fahrten von Vernawahlshausen nach Niedersachsen und umgekehrt sind aber auch mit niedersächsischen Tarifen sowie dem VSN-Tarif möglich. Bei verbundinternen Fahrten ist die BahnCard nicht gültig.
Es gibt seit den 2010er Jahren eine lokale Initiative zum Neubau eines Haltepunkt auf Höhe des alten Bahnhofs Verliehausen.
Der Bahnhof in Adelebsen diente als Kulisse für Außenaufnahmen des Films Die spanische Fliege von 1955. Hierfür wurde er mit einem neuen Namensschild versehen und in Daxburg, den fiktiven Ort der Handlung umbenannt.